# 喻仲林
喻仲林（1925年9月10日—1985年5月4日），生於山東冠縣，画家。
1943年，中学毕业后从军。1949年随国民政府迁台，在国防部任职。业余时间师从金勤伯学习国画。曾获中興文藝獎章。